# 4-Stunden-Rennen auf dem Nürburgring 1997

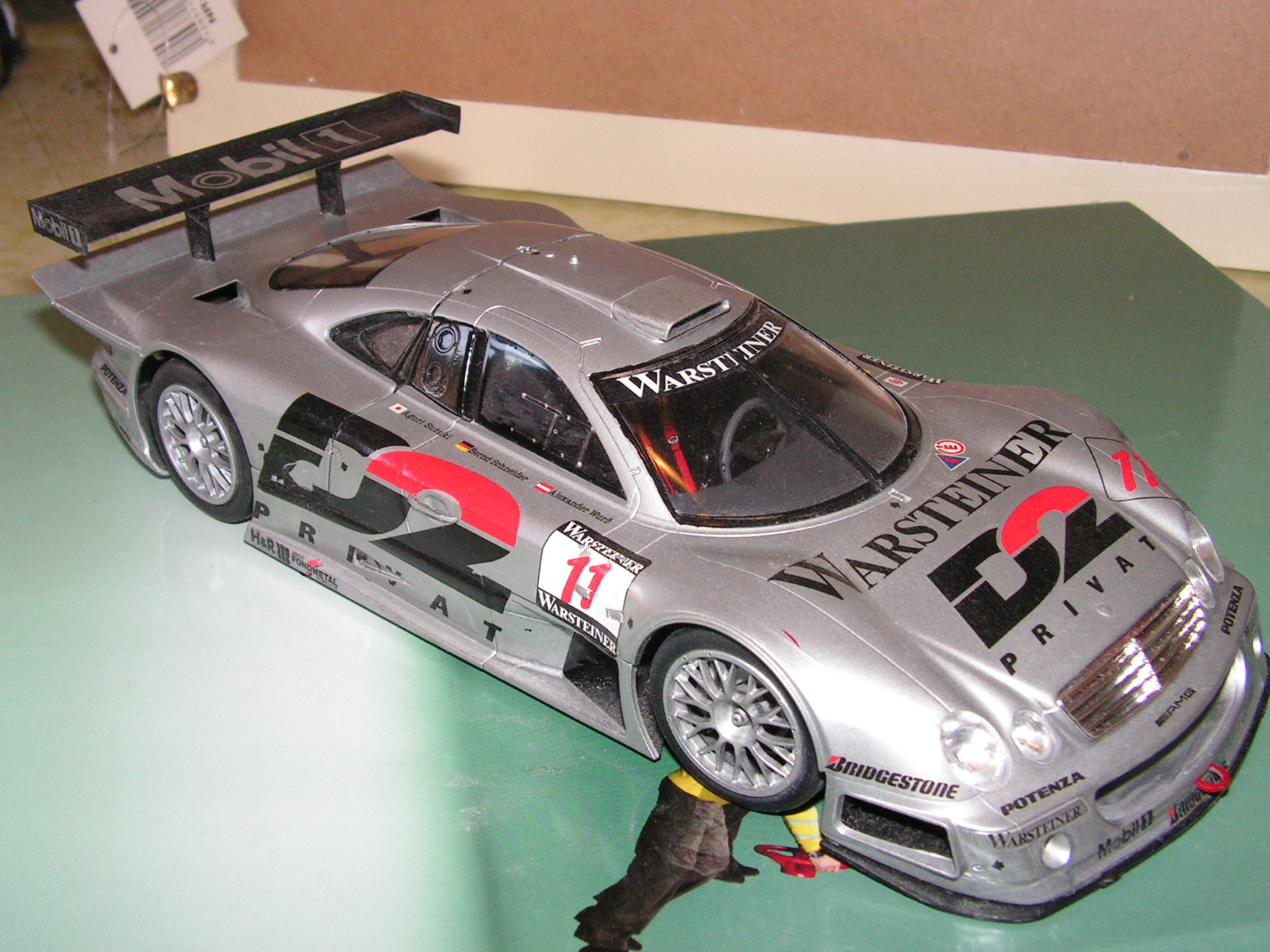
Mercedes-Benz CLK GTR, Modell des Siegerwagens von Bernd Schneider und Klaus Ludwig

Das 4-Stunden-Rennen auf dem Nürburgring 1997, auch 1997 4 Hours Nürburgring, fand am 29. Juni auf dem Nürburgring statt und war der vierte Wertungslauf der FIA-GT-Meisterschaft dieses Jahres.

## Das Rennen
Beim vierten Wertungslauf gab es den ersten AMG-Mercedes-Gesamterfolg, der durch einen Doppelsieg dominant ausfiel. Bereits im Qualifikationstraining war der Mercedes-Benz CLK GTR von Bernd Schneider und Klaus Ludwig das schnellste Fahrzeug, mit dem das deutsche Fahrerduo auch das Rennen gewann. Dahinter platzierten sich die Teamkollegen Alessandro Nannini/Marcel Tiemann. Den beiden Mercedes am nächsten kamen JJ Lehto und Steve Soper im McLaren F1 GTR von Schnitzer Motorsport, die mit einer Runde Rückstand als Gesamtdritte ins Ziel kamen.

## Ergebnisse

### Schlussklassement
| 1           | GT1 | 11 | AMG-Mercedes                   | Bernd Schneider Klaus Ludwig                           | Mercedes-Benz CLK GTR   | 147 |
| 2           | GT1 | 10 | AMG-Mercedes                   | Alessandro Nannini Marcel Tiemann                      | Mercedes-Benz CLK GTR   | 147 |
| 3           | GT1 | 8  | BMW Schnitzer Motorsport       | JJ Lehto Steve Soper                                   | McLaren F1 GTR          | 146 |
| 4           | GT1 | 9  | BMW Schnitzer Motorsport       | Peter Kox Roberto Ravaglia                             | McLaren F1 GTR          | 146 |
| 5           | GT1 | 3  | Gulf Team Davidoff             | Jean-Marc Gounon Pierre-Henri Raphanel                 | McLaren F1 GTR          | 146 |
| 6           | GT1 | 27 | Parabolica Motorsport          | Chris Goodwin Gary Ayles                               | McLaren F1 GTR          | 144 |
| 7           | GT1 | 2  | Gulf Team Davidoff             | John Nielsen Thomas Bscher                             | McLaren F1 GTR          | 144 |
| 8           | GT1 | 17 | JB Racing                      | Emmanuel Collard Jürgen von Gartzen                    | Porsche 911 GT1         | 143 |
| 9           | GT1 | 21 | Kremer Racing                  | Christophe Bouchut Carl Rosenblad                      | Porsche 911 GT1         | 143 |
| 10          | GT1 | 6  | Porsche AG                     | Hans-Joachim Stuck Thierry Boutsen                     | Porsche 911 GT1         | 142 |
| 11          | GT1 | 14 | Lotus Racing Franck Muller     | Jan Lammers Mike Hezemans                              | Lotus Elise GT1         | 142 |
| 12          | GT1 | 22 | BMS Scuderia Italia            | Pierluigi Martini Christian Pescatori                  | Porsche 911 GT1         | 141 |
| 13          | GT1 | 5  | David Price Racing             | David Brabham Perry McCarthy                           | Panoz Esperante GTR-1   | 136 |
| 14          | GT1 | 4  | David Price Racing             | Andy Wallace James Weaver                              | Panoz Esperante GTR-1   | 123 |
| 15          | GT1 | 24 | GBF                            | Andrea Boldrini Martin Stretton                        | Lotus Elise GT1         | 134 |
| 16          | GT2 | 56 | Roock Racing                   | Claudia Hürtgen Bruno Eichmann Ni Amorim               | Porsche 911 GT2         | 133 |
| 17          | GT1 | 25 | BBA Competition                | Jean-Luc Maury-Laribière David Velay                   | McLaren F1 GTR 96       | 133 |
| 18          | GT2 | 52 | Viper Team Oreca               | Marc Duez Justin Bell                                  | Chrysler Viper GTS-R    | 132 |
| 19          | GT2 | 66 | Konrad Motorsport              | Franz Konrad Toni Seiler Bert Ploeg                    | Porsche 911 GT2         | 132 |
| 20          | GT2 | 63 | Krauss Motorsport              | Bernhard Müller Michael Trunk                          | Porsche 911 GT2         | 131 |
| 21          | GT2 | 61 | Stadler Motorsport             | Enzo Calderari Lilian Bryner Ulli Richter              | Porsche 911 GT2         | 131 |
| 22          | GT2 | 73 | Seikel Motorsport              | Giuseppe Quargentan Fred Rosterg Wolfgang Haugg        | Porsche 911 GT2         | 129 |
| 23          | GT2 | 68 | Angelo Zadra                   | Angelo Zadra Leonardo Maddalena Renato Mastropietro    | Porsche 911 GT2         | 129 |
| 24          | GT2 | 58 | Estoril Racing Team            | Manuel Monteiro Michel Monteiro                        | Porsche 911 GT2         | 129 |
| 25          | GT1 | 7  | Porsche AG                     | Bob Wollek Yannick Dalmas                              | Porsche 911 GT1         | 127 |
| 26          | GT2 | 62 | Stadler Motorsport             | Uwe Sick Axel Röhr Bruno Michelotti                    | Porsche 911 GT2         | 127 |
| 27          | GT2 | 57 | Roock Racing                   | John Robinson Hugh Price Stéphane Ortelli              | Porsche 911 GT2         | 127 |
| 28          | GT2 | 69 | Proton Competition             | Gerold Ried Patrick Vuillaume                          | Porsche 911 GT2         | 126 |
| 29          | GT1 | 20 | DAMS Panoz                     | Éric Bernard Franck Lagorce                            | Panoz Esperante GTR-1   | 124 |
| 30          | GT2 | 81 | Michael Eschmann               | Michael Eschmann Paul Hulverscheid Günther Döbler      | Porsche 911 GT2         | 123 |
| 31          | GT2 | 71 | GT Racing Team                 | Luigino Pagotto Luca Drudi                             | Porsche 911 GT2         | 123 |
| 32          | GT2 | 50 | Agusta Racing Team             | Riccardo Agusta Almo Coppelli                          | Callaway Corvette LM-GT | 122 |
| 33          | GT2 | 53 | Chamberlain Engineering        | Hans Hugenholtz David Goode Tim O'Kennedy              | Chrysler Viper GTS-R    | 122 |
| 34          | GT2 | 75 | G-Force Strandell              | Geoff Lister John Greasley Magnus Wallinder            | Porsche 911 GT2         | 112 |
| 35          | GT2 | 51 | Viper Team Oreca               | Olivier Beretta Philippe Gache                         | Chrysler Viper GTS-R    | 101 |
| Ausgefallen |     |    |                                |                                                        |                         |     |
| 36          | GT2 | 59 | Marcos Racing International    | Cor Euser Harald Becker                                | Marcos LM600            | 83  |
| 37          | GT1 | 26 | Konrad Motorsport              | Ivan Capelli Mauro Baldi Gerd Ruch                     | Porsche 911 GT1         | 81  |
| 38          | GT1 | 13 | GT1 Lotus Racing Franck Muller | Fabien Giroix Jean-Denis Delétraz                      | Lotus Elise GT1         | 74  |
| 39          | GT2 | 70 | Dellenbach Motorsport          | Wolfgang Treml Rainer Bonnetsmüller Günther Blieninger | Porsche 911 GT2         | 73  |
| 40          | GT2 | 65 | RWS                            | Raffaele Sangiuolo Luca Riccitelli                     | Porsche 911 GT2         | 65  |
| 41          | GT1 | 16 | Roock Racing                   | Ralf Kelleners Pedro Chaves Stéphane Ortelli           | Porsche 911 GT1         | 49  |
| 42          | GT2 | 55 | Augustin Motorsport            | Helmut Reis Wido Rössler Manfred Jurasz                | Porsche 911 GT2         | 43  |
| 43          | GT1 | 12 | AMG-Mercedes                   | Klaus Ludwig Bernd Mayländer                           | Mercedes-Benz CLK GTR   | 42  |
| 44          | GT1 | 1  | Gulf Team Davidoff             | Andrew Gilbert-Scott Anders Olofsson                   | McLaren F1 GTR          | 28  |
| 45          | GT1 | 31 | Augustin Motorsport            | Stefan Roitmayer Hans-Jörg Hofer Stefano Buttiero      | Porsche 911 GT1 Evo     | 28  |
| 46          | GT1 | 23 | GBF UK Ltd.                    | Luca Badoer Domenico Schiattarella                     | Lotus Elise GT1         | 22  |
| 47          | GT1 | 15 | First Racing Project           | Ratanakul Prutirat Alexander Grau                      | Lotus Elise GT1         | 3   |

### Nur in der Meldeliste
Zu diesem Rennen sind keine weiteren Meldungen bekannt.

### Klassensieger
| Klasse | Fahrer          | Fahrer         | Fahrer    | Fahrzeug              | Platzierung im Gesamtklassement |
| ------ | --------------- | -------------- | --------- | --------------------- | ------------------------------- |
| GT1    | Bernd Schneider | Klaus Ludwig   |           | Mercedes-Benz CLK GTR | Gesamtsieg                      |
| GT2    | Claudia Hürtgen | Bruno Eichmann | Ni Amorim | Porsche 911 GT2       | Rang 16                         |

### Renndaten
- Gemeldet: 47
- Gestartet: 47
- Gewertet: 35
- Rennklassen: 2
- Zuschauer: unbekannt
- Wetter am Rennwochenende: kühl und trocken
- Streckenlänge: 4,556 km
- Fahrzeit des Siegerteams: 4:00:11,517 Stunden
- Runden des Siegerteams: 147
- Distanz des Siegerteams: 669,732 km
- Siegerschnitt: 166,785 km/h
- Pole Position: Bernd Schneider – Mercedes-Benz CLK GTR (#11) – 1:31,488 = 178,708 km/h
- Schnellste Rennrunde: Bernd Schneider – Mercedes-Benz CLK GTR (#11) – 1:33,614 = 174,666 km/h
- Rennserie: 4. Lauf zur FIA-GT-Meisterschaft 1997